# Umirim (ort)
Umirim är en ort i Brasilien.   Den ligger i kommunen Umirim och delstaten Ceará, i den östra delen av landet, 1 600 km nordost om huvudstaden Brasília. Umirim ligger 63 meter över havet och antalet invånare är 12 220.
Terrängen runt Umirim är platt. Närmaste större samhälle är Pentecoste, 15,6 km sydost om Umirim.
Omgivningarna runt Umirim är huvudsakligen savann. Runt Umirim är det ganska tätbefolkat, med 56 invånare per kvadratkilometer.